# Juan Carlos Florián
Juan Carlos Florián Silva (Ibagué, 20 de octubre de 1982) es un politólogo y activista LGTBIQ+ colombiano. Florián ejerce desde agosto de 2025 como Ministro de Igualdad y Equidad de Colombia.

## Biografía
Florián Silva es politólogo egresado de la Pontificia Universidad Javeriana de Bogotá con experiencia en organizaciones de cooperación internacional. Ha sido contratista de entidades no gubernamentales como Save the Children y Médicos sin fronteras. Inició una maestría en comunicación política en la Universidad de Lérida, España.
Durante la alcaldía del hoy presidente Gustavo Petro en Bogotá, Florián trabajó en la Secretaría de Integración Social. Posteriormente, se radicó en París, donde se dedicó a distintos trabajos, antes de regresar a Colombia para ocupar el cargo como viceministro, Florián se encontraba trabajando en el Consulado en París como multiplicador de la estrategia Colombia nos une.
El nombramiento de Florián como Viceministro generó un fuerte debate en la política colombiana, pues, sumada a su poca experiencia en administración pública, durante sus años de residencia en París se desempeñó como actor de cine para adultos en producciones destinadas al público gay, con comentarios a favor y en contra, la polémica ocasionó que la entonces ministra de igualdad Francia Márquez se opusiera a su nombramiento y bloqueara la posesión de Florián como viceministro por más de un año.